# Park Min-young
Park Min-young (tiếng Hàn: 박민영, sinh ngày 4 tháng 3 năm 1986) là nữ diễn viên và người mẫu Hàn Quốc. Cô được biết đến nhiều nhất và trở nên nổi tiếng khắp châu Á với vai chính trong các phim truyền hình Sungkyunkwan Scandal (2010) và City Hunter (2011).. Park Min-young còn gây ấn tượng với vai chính đầu tay trong phim điện ảnh thuộc thể loại tâm linh "The Cat".
Năm 2018 Park Min-young đạt được nhiều thành công khi đóng vai nữ chính trong bộ phim Thư ký Kim sao thế?. 
Hiện nay cô là một trong những nữ diễn viên nổi tiếng và được yêu thích nhất Hàn Quốc.

## Danh sách phim

### Phim truyền hình
| Năm       | Tựa đề                       | Vai                        | Kênh | Ghi chú                            |
| --------- | ---------------------------- | -------------------------- | ---- | ---------------------------------- |
| 2006      | Gia đình là số một           | Kang Yoo-mi                | MBC  |                                    |
| 2007      | Tôi là Sam                   | Yoon Eun-byul              | KBS2 | Phim đầu tiên đóng cùng Lee Min-ho |
| 2008      | Hometown of Legends          | Lee Myung-ok               | KBS2 |                                    |
| 2009      | Công chúa Ja-myung           | Công chúa Ra-hee           | SBS  |                                    |
| 2010      | Running Goo                  | Moon Haeng-joo             | MBC  |                                    |
| 2010      | Sungkyunkwan Scandal         | Kim Yoon-hee               | KBS2 |                                    |
| 2011      | Thợ săn thành phố            | Kim Na-na                  | SBS  |                                    |
| 2011      | Glory Jane                   | Yoon Jae-in                | KBS2 |                                    |
| 2012      | Dr. Jin                      | Yoo Mi-na / Hong Young-rae | MBC  |                                    |
| 2014-2015 | Healer                       | Chae Young Shin/Oh Ji Ahn  | KBS  |                                    |
| 2015-2016 | Remember - War of the Son    | Lee In Ah                  | SBS  |                                    |
| 2017      | Seven Day Queen              | Shin Chae-Kyung            | KBS  |                                    |
| 2018      | Thư ký Kim sao thế?          | Kim Mi-so                  | tvN  |                                    |
| 2019      | Bí mật nàng fangirl          | Sung Duk-mi                | tvN  |                                    |
| 2020      | Trời đẹp em sẽ đến           | Mok Hae-won                | JTBC |                                    |
| 2022      | Dự báo tình yêu và thời tiết | Jin Ha-kyung               | JTBC |                                    |
| 2022      | Love in contract             | Choi Sang Eun              | tvN  |                                    |
| 2024      | Marry My Husband             | Kang Ji Won                | tvN  |                                    |

### Music video
| Năm  | Tựa để            | Nghệ sĩ       |
| ---- | ----------------- | ------------- |
| 2007 | Don't Say Goodbye | Kim Young-Jin |
| 2008 | Haru Haru         | Big Bang      |
| 2009 | Love Story        | Gavy NJ       |

## Giải thưởng
- 2019 Asia Artist Awards: Best Celebrity Award
- 2018 APAN Star Awards: K-Star/Ngôi sao Hàn Quốc (Nữ)('Thư ký Kim sao thế?")
- 2018 APAN Star Awards: Excellence Award, Actress in a Miniseries ('Thư ký Kim sao thế?")
- 2017 Asia Artist Awards: Best Celebrity Award ('Queen for Seven Days")
- 2017 KBS Drama Awards: Excellence Award, Actress in a Mid-length Drama ('Queen for Seven Days")
- 2016 SBS Drama Awards: Top Excellence Award, Actress in a Genre Drama	('Remember: War of the Son") (đề cử)
- 2015 Asia Model Festival Awards: Asia Special Award, Actress
- 2014 KBS Drama Awards: Excellence Award, Actress in a Mid-length Drama ('Healer")
- 2014 KBS Drama Awards: Best Couple Award with Ji Chang-wook ('Healer")
- 2014 MBC Drama Awards: Excellence Award, Actress in a Miniseries ('A New Leaf") (đề cử)
- 2012 Top Chinese Music Awards: Fashion Artist Award
- 2011 SBS Drama Awards: Excellence Award, Actress in a Drama Special ('City Hunter") (đề cử)
- 2011 SBS Drama Awards: Best Couple Award with Lee Min-ho ('City Hunter") (đề cử)
- 2011 KBS Drama Awards: Top Excellence Actress ('Glory Jane") (đề cử)
- 2011 KBS Drama Awards: Excellence Award for Mid-Length Drama, Actress ('Glory Jane")
- 2010 KBS Drama Awards: Excellence Award, Novella Drama - Actress ('Sungkyunkwan Scandal")
- 2010 KBS Drama Awards: Netizens' Award ('Sungkyunkwan Scandal")
- 2010 KBS Drama Awards: Best Couple Award với Micky Yoochun ('Sungkyunkwan Scandal")
- 2008 Asia Model Festival Awards: Model Award
- 2008 KBS Drama Awards: One Act Series Actress Award ('Hometown Legends")
- 2007 KBS Drama Awards: Best New Actress Award ('I'm Sam")
- 2006 MBC Drama Awards: Best New Actress Award, Sitcom Category ('Gia đình là số 1")